# Janina Kranz
Janina Kranz (* 1999 in Hannover) ist eine deutsche Schauspielerin.

## Leben
Kranz absolvierte von 2012 bis 2013 eine Ausbildung an der First Take Schauspielakademie. Ihr Debüt gab sie 2016 in der Serie SOKO Köln. Anschließend war sie 2019 in Gute Zeiten, schlechte Zeiten zu sehen. 2020 trat Kranz in Bettys Diagnose auf. Im selben Jahr wurde sie für den Film Es ist zu deinem Besten gecastet. Unter anderem spielte sie 2023 in Wochenendrebellen mit.

## Filmografie
- 2016: SOKO Köln
- 2019: Gute Zeiten, schlechte Zeiten
- 2020: Bettys Diagnose
- 2020: Es ist zu deinem Besten
- 2020: Der verdächtige Leberfleck
- 2022: Destiny
- 2023: Wochenendrebellen